# Bagulin
Bagulin ist eine Stadtgemeinde in der philippinischen Provinz La Union. Das Gebiet ist bergig und stark bewaldet. Im Jahre 2015 zählte Bagulin 13.456 Einwohner.
Bagulin ist in folgende zehn Baranggays aufgeteilt:
- Alibangsay
- Baay
- Cambaly
- Cardiz
- Dagup
- Libbo
- Suyo
- Tagudtud
- Tio-angan
- Wallayan